# 1984 número 1
El primer número de "1984", en su versión estadounidense, se publicó en junio de 1978.
Este número cuenta con el primer capítulo de "Mundo mutante" de Richard Corben y tres historietas de dibujantes españoles (Esteban Maroto, José Ortiz y Luis Bermejo), lo que demuestra la influencia que tuvieron los artistas hispanos en las distintas versiones de la revista.
- Portada de Richard Corben.

- Last Of The Really Great, All-American Joy Juice, por Bill DuBay/Jose Ortiz de 12p

- The Saga Of Honey Dew Melons de Nicola Cuti/Esteban Maroto de 8p

- Érase una vez, Clarissa ("Once Upon Clarissa"), por Bill DuBay/Álex Niño es una morbosa historia sobre la relación por correspondencia que mantiene una mujer cuyos órganos, tras una colisión de trenes, han sido dispersados entre diferentes máquinas para mantenerla artificialmente con vida.

- Quick Cut, por Wally Wood, de 6p

- The Saga Of Xatz And Xotz, por Bill DuBay/Alfredo Alcala de 1p

- Bugs!, por Bill DuBay/Joe Vaultz de 4p

- Mutant World, por Richard Corben de 8p

- Faster-Than-Light Interstellar Travel, por Jim Stenstrum/Luis Bermejo de 12p

- Angel!, por Bill DuBay/Rudy Nebres de 12p

- Momma, Can You Hear Me?, por Nicola Cuti/Alex Nino de 8p